# Ioachim Giosanu
Ioachim Giosanu (n. 29 martie 1954, Stănița, Neamț) este un cleric român, membru al Sfântului Sinod al Bisericii Ortodoxe Române, din 2014 arhiepiscop al Arhiepiscopiei Romanului și Bacăului.

## Biografie
Ioachim Giosanu s-a născut la 29 martie 1954 în comuna Stănița (județul Neamț), din părinți creștini ai Bisericii Ortodoxe, Neculai și Anica Giosanu. Este cel de-al treilea copil din cei opt (patru băieți și patru fete).
„M-am născut la 29 martie 1954, la Stănița, județul Neamț, un sat de ortodocși, aflat în apropierea orașului Roman. Sunt al treilea copil din cei opt ai părinților Anica și Nicolae Giosanu. Din botez am purtat numele de Ilie. Eram într-o familie cu mulți călugări, o familie despre care poți afirma liniștit că are o vocație spre monahism. Mulți din cei proveniți din familia mea au renunțat la această lume și s-au dedicat trup și suflet lui Dumnezeu. Și aș putea aminti aici pe părintele arhimandrit Ioanichie Bălan de la Mănăstirea Sihăstria, autorul a numeroase cărți de cultură teologică, Iosefina Giosanu, stareța Mănăstirii Varatec, Acachia Căuș, stareța mănăstirii Războieni.”
Despre copilăria petrecută la Stănița, P.S. Ioachim păstrează amintiri dintre cele mai variate, de la chipurile frumoase ale dascălilor și până la bisericuțele de nisip de pe malul Siretului, toate imaginile i se perindă cu nostalgie prin fața ochilor, atunci când îl ispitești cu vorba:
„Îmi amintesc de figura învățătorilor, a păstorului de suflete din sat, precum și a unui unchi de-al meu, dascăl la biserică, dascăl în sens erudit, de la care am învățat foarte multe și mi-a călăuzit pașii și m-a îndrumat către Seminar. Nu pot uita nici momentele în care mergeam pe malul Siretului și construiam bisericuțe din nisip.”
Între anii 1961 și 1969, a studiat la Școala generală din satul natal, Stănița. Între 1970-1971, a intrat ca frate la Mănăstirea Sihăstria din județul Neamț. Erau timpuri grele. Decretul 410 din 1959, promulgat de autoritățile comuniste ale vremii, izgonise din mănăstiri marea majoritate a personalului monahal care avea vârsta de până în 50 de ani. Multe mănăstiri au fost închise, altele au fost transformate în azile pentru călugării bătrâni. O astfel de soartă a avut-o Mănăstirea Sihăstria, care pe vremea aceea, era considerată un schit. Însă, prin comasarea multor călugări cu viață aleasă, acea mănăstire a devenit una dintre cele mai înfloritoare oaze de spiritualitate din monahismul românesc. Când a intrat la Sihăstria, stareț era un strănepot al lui Ion Creangă, pe nume Caliopie Creangă, din Humulești. Autoritățile l-au numit stareț tocmai pentru această prerogativă. S-a dovedit a fi foarte generos și l-a primit în mănăstire în ciuda vârstei fragede care o avea (15 ani neîmpliniți). Părintele Petroniu Tănase l-a pregătit pentru a intra la Seminarul de la Mănăstirea Neamț.
În ziua de 16 decembrie 2014, Preasfințitul Ioachim Băcăuanul, episcop vicar al Arhiepiscopiei Romanului și Bacăului este ales de către Sfântul Sinod al Bisericii Ortodoxe Române, prin vot secret, în scaunul vacant de arhiepiscop al Arhiepiscopei Romanului și Bacăului, cu 35 de voturi din 45 de voturi valid exprimate.

## Studii
Între 1970 și 1975, a urmat cursurile Seminarului Teologic Liceal Ortodox "Veniamin Costachi" de la Mănăstirea Neamț. Între anii 1975–1976 a efectuat serviciul militar, iar după ce a absolvit cursurile Seminarului Teologic de la Mănăstirea Neamț, a fost admis la Facultatea de Teologie Ortodoxă din București. Însă, conform legilor de atunci, cei intrați la facultate urmau să facă înaintea intrării pe băncile instituțiilor de învățământ superior, nouă luni de armată. Cum înainte cu un an s-a întâmplat ca unii dintre teologii din armată să plece la slujba de Înviere, undeva într-un sat, în anul 1975-1976, generația de viitori teologi a fost trimisă să facă armata tocmai în Oltenia, la Plenița, Dolj, departe de orice sat sau așezare cu biserici sau mănăstiri.
„Am fost trimiși cu armata tocmai la Plenița, departe de orice suflare ca să nu avem contact cu Biserica. Eram o companie de teologi, iar între colegi s-au numărat actualul episcop al Dunării de Jos, Prea Sfințitul Casian Crăciun (Gălățeanul) și Înalt Prea Sfințitul Teodosie Petrescu, Arhiepiscop al Tomisului. Am făcut armata cu un grup de actori, de la Institutul de Arte Teatrale și Cinematografie, între care se afla și Florin Călinescu, cel care a și amintit într-o emisiune TV că a făcut armata cu trei episcopi.”
Între anii 1976-1980 a urmat cursurile Facultății de Teologie Ortodoxă „Justinian Patriarhul” din București. Diaconul Petre David, conferențiar suplinitor la Catedra de Îndrumări misionare și ecumenism , i-a coordonat lucrarea de licență, intitulată: Sabatul la cultele neoprotestante și poziția ortodoxă.
În anul 1980 a fost tuns în monahism, pe seama Mănăstirii Bistrița, Neamț, primind numele de Ioachim. A fost primul călugăr hirotesit pe seama acelei mănăstiri după 40 de ani. L-a avut ca naș de călugărie pe Ioanichie Bălan, unchiul său. Timp de cinci ani a lucrat la Bistrița, la activitățile de restaurare la Complexul de acolo, alături de starețul Ciprian Zaharia.
La data de 1 martie 1981 a fost hirotonit ierodiacon de către mitropolitul Teoctist Arăpașu, ulterior patriarh al Bisericii Ortodoxe Române. În anul 1982 a fost hirotesit arhidiacon tot de mitropolitul Teoctist Arăpașu, iar în 1985 a fost transferat la Centrul Eparhial de la Iași, unde a avut mai multe funcții: prim-arhidiacon al Catedralei mitropolitane din Iași, secretar al mitropolitului Teoctist, corector la revista „Mitropolia Moldovei și Sucevei” și econom mitropolitan.
În anul 1990 a fost numit secretar al noului mitropolit al Moldovei, Daniel Ciobotea. Nu a rămas în această funcție decât 4 luni, întrucât mitropolitul Ciobotea i-a făcut formalitățile de a pleca la studii în străinătate. La 30 decembrie 1990, la Mănăstirea Văratec, a fost hirotonit ieromonah de către mitropolitul Daniel Ciobotea. La hirotonie au slujit în sobor arhimandritul  Bartolomeu Anania și stareții mănăstirilor nemțene. La răspântia dintre ani (1 ianuarie 1991), în cadrul Te-deum-ului de la miezul nopții, a fost hirotesit protosinghel.
La 7 ianuarie 1991 a plecat la studii de doctorat în Franța. Era primul călugăr român ortodox trimis la studii după Revoluția română din 1989.
„Nu cred în Revoluția din '89. N-a fost decât una, la crearea lumii, anume la Nașterea lui Hristos, restul sunt mișcări populare, lovituri politice, răscoale.”
A ajuns la Institutul Saint-Serge din Paris, singurul așezământ universitar ortodox din Occident, organizat de marii teologi ruși, expulzați la Revoluția bolșevică din 1917-1918. Institut privat recunoscut de autoritățile universitare franceze, de aceea a intervenit pe lângă Guvernul francez care i-a acordat o bursă guvernamentală, ce i-a înlesnit aprofundarea studiilor. S-a înscris la Sorbona pentru a-și perfecționa limba franceză. A obținut Diploma de „vorbitor de limbă franceză”. În 1992 și-a prezentat planul tezei de doctorat, care i-a fost acceptat. A lucrat cu reputații profesori de la Saint-Serge: Boris Bobrinskoy și Olivier Clément.
La data de 26 octombrie 1994, și-a susținut teza de doctorat în limba franceză, cu denumirea de La déification de l'homme d'après la pensèe du Père Dumitru Stăniloae (română Îndumnezeirea omului în gândirea părintelui Dumitru Stăniloae). Cartea a fost publicată la Editura Trinitas din Iași, în 2003, cu prilejul „Anului Stăniloae” (100 ani de la naștere și 10 de la trecerea sa la cele veșnice).
„A fost prima lucrare despre opera și gândirea lui Dumitru Stăniloae, căci au urmat după aceea cincisprezece lucrări pe aceasta temă. Îmi amintesc cu multă bucurie cum am fost personal acasă la marele teolog român și i-am precizat că doresc să întocmesc o lucrare despre el. M-a privit cu ochii întredeschiși și mi-a zis: "Lăsați-mă mai întâi să mor și scrieți despre mine cât vreți". Când i-am răspuns că este un subiect pe care îl voi trata imediat, a acceptat să-mi alcătuiasca planul lucrării.”
La data de 8 decembrie 1994 Sfântul Sinod (temei 8050/1994) a aprobat propunerea Arhiepiscopiei Iașilor de a promova în treapta de arhimandrit a Prea Cuv.Protos. Ioachim Giosanu, doctorand la Institutul Teologic „Saint-Serge” din Paris.
La data de 15 mai 1998 a prezentat la rânduiala ipopsifierii, dimpreună cu PC Prof. Boris Bobrinskoy, decanul Facultății de Teologie Saint-Serge din Paris, pe arhimandritul Iosif Pop.
La data de 21 iunie 1998, de Sărbătoarea Tuturor Sfinților Atonului, hramul Mănăstirii Bucium, după oficierea Sfintei Liturghii, a fost hirotesit arhimandrit de către Daniel Ciobotea, mitropolitul de atunci al Moldovei și Bucovinei.

## Activitatea misionar-pastorală din Franța
„Când am ajuns la Paris, imediat după schimbările din 1989, am simțit efectiv că am intrat într-o altă lume. Nu mi-a fost deloc ușor. Imaginați-vă un călugăr venit din mijlocul Carpaților în mijlocul Parisului. Nu găseam niciunde o atmosferă duhovnicească precum cea de acasă. Prima Sfântă Liturghie am oficiat-o într-o criptă a unei biserici catolice, cu doar trei enoriași, în limba slavonă. Când am văzut că nu e nimic ca acasă, unde bisericile sunt pline, după Liturghie primul gând care mi-a venit a fost: "Ce-ai greșit tu de ai ajuns aici?" Era o luptă puternică în sufletul meu însă încet, încet mi-am revenit și tot atunci o voce mi-a șoptit "Ai facut-o din ascultare". Așa am înțeles că Dumnezeu este omniprezent, atât în mijlocul Carpaților, cât și în mijlocul Parisului.”
În paralel cu studiile de doctorat, văzând nevoile pastoral-misionare ale ortodocșilor din regiunea pariziană, și nu numai, în timpul sejurului francez, a mai împlinit și alte activități:
- a înființat prima mănăstire românească din Occident, cu hramul „Buna-Vestire” (l'Annonciation), la Rosiers,[11], nu departe de Fontainebleau, pe proprietatea unui mare aviator francez, Marien Chapy, fost pilot în escadrila legendarului scriitor și aviator francez Antoine de Saint-Exupéry;
- a reorganizat prima parohie francofonă din regiunea pariziană, de spiritualitate românească. A adaptat pentru prima oară, textul Liturghiei Sf. Ioan Gură de Aur în limba franceză, pe muzică bizantină românească;
- a organizat primele pelerinaje, de tip ortodox, la moaștele Sf. Mathurin de Larchant (secolul III) din regiunea pariziană;
- a participat ca membru coordonator în cadrul Societății biblice franceze la realizarea a două mari expoziții ale Bibliei la Paris;
- în plan economic a fost membru activ ca delegat al Fraternității Ortodoxe Franceze, în grupul de dialog ecumenic și interreligios de la Paris. A publicat în reviste de specialitate, câteva articole cu caracter ecumenic. A participat la numeroase întruniri ecumenice, una dintre cele mai importante fiind cea din anul 1998, cu prilejul Journés mondiales de la Jeunesse (în limba română Zilele mondiale ale tineretului), când peste un milion de tineri au fost la Paris. A făcut parte din grupul de organizare, ca delegat al Fraternitâții Ortodoxe Franceze. Atunci a avut prima întâlnire cu Papa Ioan Paul al II-lea;
- a coordonat, timp de un an, editarea unui periodic de limbă franceză Réjoui-toi (în limba română Bucură-te), unde a publicat o serie de articole cu conținut teologic. De asemenea, a publicat câteva articole în periodicele SOP și Contact.
- s-a ocupat de reorganizarea Arhiepiscopiei Române din Europa Occidentală și Meridională, cu sediul la Paris. Mănăstirea românească l'Annonciation a avut privilegiul să organizeze alegerea, hirotonia și întronizarea Arhiepiscopului Iosif Pop, actualul mitropolit al romănilor din Europa Occidentală și Meridională;
- la Rosiers, în mănăstirea românească „Buna Vestire” s-au făcut pregătirile pentru două congrese ale Fraternității Ortodoxe din Occident (cea mai mare manifestare ortodoxă din Occident, care se organizează o dată la trei ani);
- a cunoscut multe personalități ale culturii franceze și mondiale de origine româna: Paul Barbă Neagră (regizor), Gheorghe Zamfir (celebrul naist), R.Poghire (profesor de limba română la Sorbona), părintele Virgil Ghiorghiu, Elvira Popescu, Emil Cioran (l-a împărtășit pe patul de suferință), Duiliu Sfințescu (i-a fost duhovnic). A adus moaștele marelui Mitropolit Visarion Puiu, mitropolitul Basarabiei din exil, mort într-un sat din Bretania, și l-a reînhumat în Cimitirul Montparnasse, alături de Constantin Brâncuși, Emil Cioran, Virgil Ghiorghiu, Nae Ionescu și Eugen Ionescu.
- a ținut la Sorbona cinci conferințe de cunoaștere a Ortodoxiei, sub genericul L'Eglise face à la modernité, point de vu orthodoxe; între timp a dobândit și cetățenia franceză;
- a convertit la Ortodoxie și a confirmat în Biserica Ortodoxă aproximativ 70 de persoane venite de la alte Biserici sau religii.

„Părintele Ioachim Giosanu este capătul de osie al unei axe pe răbojul căreia sunt încrustate cu litere de aur mai multe nume de părinți români ce-au dat strălucire creștinismului în Franța. Însuși monahismul în Occident a fost întemeiat de un român. El se numește Ioan Cassian, era dobrogean, și a trăit în zorii creștinismului, între anii 365-435.”

## Arhiereu-vicar la Roman
În anul 1998 a fost ales de către Sfântul Sinod al Bisericii Ortodoxe Române, arhiereu vicar al Episcopiei Romanului cu titulatura de Ioachim Băcăuanul
„PS Eftimie m-a propus Sfântului Sinod să-i fiu colaborator. Am acceptat să mă angajez la această muncă pastorală misionară pe lânga Episcopia Romanului, Episcopie de mare vază”
La data de 1 mai 2000, a doua zi de Paști, a fost hirotonit Arhiereu al Episcopiei Romanului. În această calitate, el a îndeplinit mai multe activități pastoral-misionare, didactice, social-filantropice și administrativ-gospodărești:
- a reînființat revista „Cronica Romanului” (înființata în 1924), în care a publicat câteva zeci de articole. A publicat articole, studii în diferite cotidiene și reviste de specialitate. A prefațat cărți;
- a fost trimis, ca delegat al Sfântului Sinod, la diferite întruniri ecumenice, simpozioane, conferințe internaționale;
- urmărește desfășurarea lucrărilor în peste 80 de șantiere de construcții de biserici din Eparhia Romanului. Se ocupă în mod direct de construcția celei mai mari biserici din țară: Catedrala „Înălțarea Domnului” din Bacău;
- coordoneaza viața mănăstirilor din Eparhia Romanului;
- dirijează activitatea social-filantropică în toata Eparhia Romanului, implicându-se direct în diferite programe de asistența socială;
- participă la toate ședințele Sfântului Sinod, făcând parte din Comisia „Doctrină, viață monahală și socială”. Totodată face parte din comisia specială a Sfăntului Sinod care se ocupă de studierea dosarelor pentru canonizarea Sfinților români. A alcătuit textele slujbelor Vecerniei, Utreniei și Acatistelor mai multor sfinți: Sf. Cuv. Antipa de la Calapodești, Sf.Teodosie - Mitropolitul Moldovei, Sf. Cuv. Vasile de la Poiana Mărului, Sf.Ierarh Ghelasie de la Râmeț, Sf.Mucenici Ioan din Galeș și Moise Măcinic. A revizuit slujbele Sfinților Leonte de la Rădăuți, Cuv. Daniil Sihastrul, Ioan cel Nou de la Neamț, Teodora de la Sihla, Binecredinciosul Voievod Ștefan cel Mare și Sfânt, Epictet și Astion, Emilian de la Durostorum (martiri dobrogeni);
- a sfințit zeci de biserici, iar la alte zeci le-a pus piatra de temelie;
- a hirotonit în treptele de diacon și preot peste 100 de tineri;

## Episcop vicar al Arhiepiscopiei Romanului și Bacăului
În urma ridicării Episcopiei Romanului la rangul de Arhiepiscopie cu titulatura nouă de Arhiepiscopia Romanului și Bacăului, în ședința Sfântului Sinod al Bisericii Ortodoxe Române, desfășurată în zilele de 18-19 iunie 2009, la Reședința patriarhală, sub președinția Preafericitului Părinte Patriarh Daniel, Preasfințitul Părinte Ioachim Băcăuanul a fost ridicat la rangul de Episcop vicar.

## Arhiepiscop  al Arhiepiscopiei Romanului și Bacăului
În ziua de 13 decembrie 2014 Sinodul mitropolitan al Mitropoliei Moldovei și Bucovinei în consultare cu Adunarea Eparhială a Arhiepiscopiei Romanului și Bacăului au desemnat prin vot secret drept candidați la scaunul vacant de Arhiepiscop al Eparhiei Romanului și Bacăului pe Preasfințitul Părinte Ioachim Băcăuanul, Episcop vicar al Arhiepiscopiei Romanului și Bacăului și pe Preasfințitul Părinte Calinic Botoșăneanul, Episcop vicar al Arhiepiscopiei Iașilor.
în ședința Sfântului Sinod al Bisericii Ortodoxe Române, desfășurată în zilele de 16-17 decembrie 2014, la Reședința patriarhală, sub președinția Preafericitului Părinte Patriarh Daniel, Preasfințitul Părinte Ioachim Băcăuanul a fost ales prin vot secret în scaunul vacant de Arhiepiscop al Romanului și Bacăului cu 35 de voturi din 45 voturi valid exprimate.

Întronizarea noului arhiepiscop al Romanului și Bacăului a avut loc duminică, 4 ianuarie 2015, în Catedrala Arhiepiscopală din Roman.

## Distincții și premii

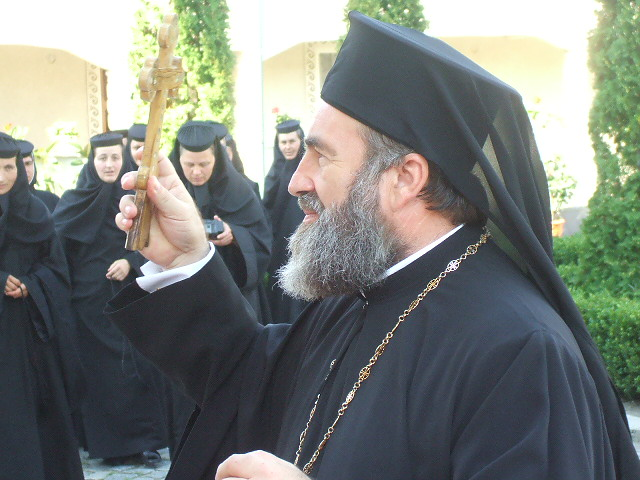
PS Ioachim la Mănăstirea Ciolpani-Buhuşi, 18 iulie 2007

- „Diploma de onoare pentru cultură” din partea Primăriei Roman (2002)
- Membru de onoare al Comunității Academice aparținând „Universității George Bacovia” din Bacău (2003);
- „Diploma de excelență” din partea Inspectoratului Școlar Județean Bacău (2004);
- „Diploma de onoare și titlul de Prieten al Artelor” din partea Comisiei de Cultură Neamț (2004);
- „Omul anului 2004” din partea Primăriei Roman, ca o recunoaștere și încununare a muncii desfășurate în plan cultural și spiritual în decursul anului ștefanian (31 martie 2005)
- Cetățean de Onoare al orașului Comănești, jud. Bacău (6 ianuarie 2007) [16];
- Cetățean de Onoare al orașului Târgu Ocna, jud. Bacău (1 decembrie 2007) [17] .

## Lucrări publicate
- La déification de l'homme d'après la pensée du Père Dumitru Stăniloae, Ed. Trinitas, Iași, 2003
- Slujba Sfântului Mucenic Emilian de la Durostorum, Ed.Filocalia, Roman, 2007
- Acatistul sfinților români, Ed. Filocalia, Roman, 2010
- Istoricul cultului Cuvioasei Parascheva la Roman, Ed. Filocalia, Roman, 2013
- Creștinismul abia începe, Ed. Filocalia, Roman, 2013, Colecția catehetica, ISBN 978-606-8490-03-8
- Cultul Sfintei Parascheva în Ortodoxie - Cercetare hagiografico-liturgică, Ed. Filocalia, Roman, 2013, ISBN 978-606-8490-04-5
- Imn-Acatist închinat Sfintei Cuvioase Parascheva, Ed. Filocalia, 2014
- Biserica și transfigurarea timpului, Ed. Filocalia, Colecția catehetica, Roman, 2014
- Ofrandă Cuvioasei Parascheva, Ed. Filocalia, Roman, 2014
- Zece trepte ale pocainței, Ed. Filocalia, Colecția catehetica, Roman, 2015

### Articole publicate
- în "Prinos de recunoștință" - volum omagial, coordonat de P.S. Ioachim Băcăuanul, închinat Prea Sfințitului Episcop Eftimie la împlinirea vârstei de 90 ani

1. De la Alexandru cel Bun la Eftimie cel Bun - în "Prinos de recunoștință" (Ed. Filocalia, Roman, 2004), p. 11

- în "Părintele Ioanichie Bălan,cuviosul cronicar al sfinților" - in memoriam

1. Un mare Părinte al monahismului românesc,Arhimandritul Ioanichie Bălan, în "Părintele Ioanichie Bălan,cuviosul cronicar al sfinților", Editura Mănăstirii Sihăstria, 2008, pp. 36–43

- în "Episcopia Romanului - 600", de Pr. Scarlat Porcescu,Ediția a 2-a, îngrijită și prefațată de P.S. Ioachim Băcăuanul,Roman 2008

1. Argument, în Episcopia Romanului - 600,ediția a-II-a, Editura Filocalia,Roman, 2008,pp. 5–6

- în "Părintele Arhidiacon Ioan Ivan, Comoara de sub tâmpla Mănăstirii Neamț", de Prof.univ.dr.Vasile Nechita, Editura Trinitas, Iași, 2009

1. Profesorul paradigmatic, în Părintele Arhidiacon Ioan Ivan, Comoara de sub tâmpla Mănăstirii Neamț, Editura Trinitas, Iași, 2009, pp. 79–83

- în "Cronica Romanului" - revistă de teologie, cultură și spiritualitate a Eparhiei Romanului

1. Biserica și lumea secularizată, în "Cronica Romanului", An I, Nr.1/2001, p. 3
2. Muguri de har, în "Cronica Romanului", Nr.1/aprilie 2001, p. 3
3. De la Înălțare un Ipostas al Sfintei Treimi are o inimă de om, în "Cronica Romanului", Nr.2/mai 2001, p. 3
4. Caietul elevului creștin, imaginea vieții sale, în "Cronica Romanului", An I, Nr.2/2001, p. 17
5. Portret în semn de iubire, în "Cronica Romanului", Nr.3/2001, p. 3
6. Occidentul secularizat:paradisul în criză!, în "Cronica Romanului", Nr.4/iulie 2001, p. 3
7. Biserica are nevoie de sfinți, nu de "învățători ai Legii", în "Cronica Romanului", Nr.4/2001, p. 3
8. Întruparea Mântuitorului, centrul și plenitudinea timpului și istoriei, în "Cronica Romanului", An I, nr.5/2001, p.
9. Început de an bisericesc, în "Cronica Romanului", Nr. 6/septembrie 2001, p. 3
10. Biserica își păstrează același mesaj și în mileniul III, în "Cronica Romanului", An II, Nr.1/2002, p. 3
11. Întâlnire și împlinire, în "Cronica Romanului", An II, Nr.2/2002, p. 3
12. Buna Vestire - un eveniment trinitar, în "Cronica Romanului", An II, Nr.3/2002, p. 3
13. Golgota și ontologia iubirii, în "Cronica Romanului", An II, Nr.4/2002, p. 3
14. Prin Înviere se distinge civilizația morții, în "Cronica Romanului", An II, Nr.5/2002, p. 3
15. Prezență întru absență, în "Cronica Romanului", An II, Nr.6/2002, p. 3
16. Monahismul, taina iubirii, în "Cronica Romanului", An II, Nr.7/2002, p. 3
17. Slava lui Dumnezeu pe Tabor, în "Cronica Romanului", An II, Nr.8/2002, p. 3
18. Creație și Re-creație, în "Cronica Romanului", An II, Nr.9/2002, p. 3
19. Biserica și reînnoirea drepturilor familiei, în "Cronica Romanului", An II, Nr.11/2002, p. 3
20. Crăciunul vizualizează Învierea, în "Cronica Romanului", An II, Nr.12/2002, p. 3
21. 2003 - anul Părintelui Stăniloae, în "Cronica Romanului", An III, Nr.1/2003, p. 3
22. Dumnezeu "râde" de legalismul nostru, în "Cronica Romanului", An III, Nr.2/2003, p. 3
23. Spovedania nu este un tribunal, ci o clinică, în "Cronica Romanului", An III, Nr.3/2003, p. 3
24. Învierea - fapt istoric sau indescriptibil, în "Cronica Romanului", An III, Nr.4/2003, p. 3
25. Cine zic oamenii că sunt Eu...?, în "Cronica Romanului", An III, Nr.5/2003, p. 3
26. Ține mintea ta în iad și nu deznădăjdui, în "Cronica Romanului", An III, Nr.6/2003, p. 3
27. Sfântul Ilie, profet mereu actual, în "Cronica Romanului", An III, nr.7/2003, p. 3
28. Liber ca să trăiesc, în "Cronica Romanului", An III, Nr.8/2003, p. 3
29. Un neomartir în pragul mileniului III, în "Cronica Romanului", An III, Nr.9/2003, p. 3
30. Lumea ca dar al lui Dumnezeu menită îndumnezeirii, în "Cronica Romanului", An III, Nr.11/2003, p. 3
31. Iisus și Irod, paradoxul istoriei, în "Cronica Romanului", An III, Nr.12/2003, p. 3
32. Biserica lui Ștefan din Borzești devine un pământ cântând în imagini, în "Cronica Romanului", An IV, nr.1/2004, p. 3
33. Pocăința sau renașterea spirituală, în "Cronica Romanului", An IV, Nr.2-3/2004, p. 3
34. Viața în Hristos după Părintele Alexandru Men, în "Cronica Romanului", an IV, Nr.3-4/2004, p. 3
35. Ștefan cel Mare și Sfânt - la 500 de ani, în "Cronica Romanului", An IV, Nr.7/2004, p. 3
36. Părintele Andrei Scrima, un mare misionar ortodox din veacul al XX-lea, în "Cronica Romanului", An IV, Nr. 8/2004, p. 3
37. Religie și democrație, în "Cronica Romanului", An IV, Nr. 9/2004, p. 3
38. Știința și credința, în "Cronica Romanului", An IV, Nr. 10/2004, p. 3
39. De la Alexandru cel Bun, la Eftimie cel Bun, în Cronica Romanului, An IV, Nr. 11/2004, p. 3-4
40. Gânduri de Crăciun, în "Cronica Romanului" An IV, Nr. 12/2004, p. 3
41. Părintele Dimitrie Klipinin: un neo-martir rus, în "Cronica Romanului", An V, Nr.1/2005, p. 3
42. Prea Fericitul Părinte Patriarh Teoctist este monah de vocație, în "Cronica Romanului", An V, Nr.2/2005, p. 4
43. Paternitatea divină și umană, în "Cronica Romanului", an V, Nr.4/2005, p. 3
44. Reintegrarea lui Toma, în "Cronica Romanului", an V, Nr.5/2005, p. 3
45. Pustiul, în "Cronica Romanului", An V, Nr.8/2005, p. 3
46. Sarea și Lumina, în "Cronica Romanului", An V, Nr.9/2005, p. 3
47. Sfântul Ioan Gură de Aur - 1600, în "Cronica Romanului", An VII, Nr.11/2007, pp. 2–7
48. Dincolo de orice cruce se ridică soarele învierii,în "Cronica Romanului", An I(VIII), Nr.3-4/2008, pp. 3–5
49. Episcopia Romanului:istorie,continuitate,unicitate, în "Cronica Romanului", An I(VIII), Nr.5-6/2008, pp. 3–7
50. Creștinismul abia începe,în "Cronica Romanului", An I(VIII), Nr.1-2/2009, pp. 3–7
51. Urcuș spre Înviere, în "Cronica Romanului", An I(VIII), Nr.3-4/2009, p. 5

- în "Candela Moldovei", buletinul oficial al Mitropoliei Moldovei și Bucovinei

1. Aflarea adevărului în "Omul și fapta", în revista "Candela Moldovei", An X, Nr.3/2001, p. 19

- în "Teologie și viață", revistă de gândire și spiritualitate a Mitropoliei Moldovei și Bucovinei

1. Seminar internațional interreligios - Tesalonic, Grecia, în "Teologie și Viață", An X(LXXVI), Nr.1-6/2000, pp. 211–213
2. Erupția energiei divine necreate pe Tabor, în "Teologie și Viață", An X(LXXVI), Nr. 7-12/2000, p. 243
3. Patriarhul Iustin Moisescu, un ierarh de neînlocuit,în "Teologie și Viață",număr omagial,Editura Trinitas, Nr. 1-6/2006, pp. 84–88

- în "Sarea pământului" - buletin de informare misionar-pastorală și culturală al parohiilor stațiunii Târgu Ocna, județul Bacau

1. Binecuvântăm "Sarea pământului", în "Sarea pământului", An I, Nr.1/2005, p. 1
2. Cine-i vinovat pentru inundații, în "Sarea pământului", An I, Nr.3/2005, p. 1
3. Sarea și Lumina, în "Sarea pământului", An I, Nr.4/2005, p. 1
4. Acum 35 de ani stăteam la picioarele unui sfânt,în "Sarea pământului", AnII, Nr.1/2006, p. 1
5. Rugăciunea este starea de simțire a lui Dumnezeu, în "Sarea pământului", An II, Nr.3(7)/2006, p. 1
6. Comuniune, comunitate și comunicare, în "Sarea pământului", An III, Nr.1(9)/2007, p. 1
7. Sfânt și Sfințenie, în "Sarea pământului", An III, Nr.2(10)/2007, p. 1

- în "Făclia Bisericii" - buletin de informare misionar-pastorală și culturală a comunei Bârsănești, jud.Bacău

1. Patriarhul Iustin Moisescu, ierarh insubstituibil al BOR, în "Făclia Bisericii" Nr.11/2006
2. ' 'Viața Sfântului Cuvios Antipa de la Calapodești, în "Făclia Bisericii" Nr.12/2007

- în "Izvorul numărul unu" - buletin anual de informare misionar-pastorală și culturală al parohiei "Sf.Ilie" Slănic Moldova

1. Învierea lui Hristos nu-i reîncarnare, ci intrare într-o nouă formă de existență, în "Izvorul numărul unu" An II, 20 iulie 2007

- în "Mitropolia Moldovei și Sucevei" - revistă oficiala a Arhiepiscopiei Iașilor și a Episcopiei Romanului și Hușilor

1. Cronica bisericească,Sfintele sărbători ale Nașterii și Botezului Domnului la Catedrala mitropolitană Iași,în "Mitropolia Moldovei și Sucevei",anul LXI,nr.1-3/1985,p. 217
2. Cronica bisericească,Praznicul Învierii Domnului la Centrul eparhial Iași,în "Mitropolia Moldovei și Sucevei",anul LXI,nr.4-6/1985,pp.442-443
3. Predica la Duminica Înaintea Nașterii Domnului,în "Mitropolia Moldovei și Sucevei",anul LXI,nr.10-12/1985,pp.769-770
4. Cronica bisericească,Prăznuirea Prea Cuvioasei Parascheva la Catedrala mitropolitana din Iași,în "Mitropolia Moldovei și Sucevei",anul LXI,nr.10-12/1985,pp.819-821
5. Predica la Duminica după Botezul Domnului,în "Mitropolia Moldovei și Sucevei",anul LXII,nr.1-2/1986,pp.103-105
6. Predica la Duminica IV-a din Post,în "Mitropolia Moldovei și Sucevei",anul LXII,nr.3-4/1986,pp.236-238
7. Cronica bisericească,Întâmpinarea Domnului la Catedrala mitropolitana din Iași,în "Mitropolia Moldovei și Sucevei",anul LXII,nr.1-4/1986,pp.291-292
8. Cronica bisericească,Sfințirea Paraclisului din Cimitirul parohial Săvinești,protopopiatul Piatra Neamț,în "Mitropolia Moldovei și Sucevei",anul LXII,nr.6/1986,p.127
9. Predica la Duminica a-IX-a după Rusalii,în "Mitropolia Moldovei și Sucevei",anul LXIII,nr.4/1987,pp.96-98
10. Însemnari,Arhidiaconul dr.Orest Bucevski la 90 de ani,în "Mitropolia Moldovei și Sucevei",anul LXIII,nr.4/1987,p.115
11. Cronica bisericească,Sfințirea Bisericii Adormirea Maicii Domnului din Dobreni,jud.Neamț,în "Mitropolia Moldovei și Sucevei",anul LXIII,nr.4/1987,pp.132-133
12. Cronica bisericeasca,Slujba arhiereasca la Biserica Sf.Sava din Iași,în "Mitropolia Moldovei și Sucevei",anul LXIII,nr.6/1987,p.130
13. Cronica bisericească,Întâmpinarea Domnului la Catedrala mitropolitana din Iași și Slujba misionară la parohia Balș,protoieria Pașcani ,în "Mitropolia Moldovei și Sucevei",anul LXIV,nr.1/1988,pp.130-135
14. Cronica bisericească,Sfințirea Bisericii din Bicaz-Chei,protoieria Piatra Neamț,în "Mitropolia Moldovei și Sucevei" anul LXIV,nr.3/1988,pp.131-132
15. Cronica bisericească,Sfințirea Bisericii Sf.Nicolae din Popricani Iași,protoieria Iași și Sfințirea Bisericii din Corlățeni,protoieria Dorohoi,jud.Botoșani,în "Mitropolia Moldovei și Sucevei",anul LXIV,nr.4/1988,pp.126-127
16. Cronica bisericească,Sfințirea Bisericii din Cișmănești,com.Dobîrceni,protoieria Botoșani,în "Mitropolia Moldovei și Sucevei",anul LXIV,nr.5/1988,pp.136-137
17. Predica la Sf.Arhidiacon Ștefan,în "Mitropolia Moldovei și Sucevei",anul LXIV,nr.6/1988,pp.77-78
18. Cronica bisericească,Izvorul Tamaduirii - hramul Mănăstirii Bistrița,Neamț;Sfințirea Bisericii Sf.Mc.Gheorghe din Slobozia,protoieria Piatra Neamț si Sfințirea Bisericii din Tașca,Bicaz,protoieria Piatra-Neamț,în "Mitropolia Moldovei și Sucevei" anul LXV,nr.3/1989,pp.136-138

- în "Ziarul de Bacău"

1. La Crăciun Hristos deschide ușa reconcilierii, în "Ziarul de Bacău", Nr.302 (1673), 24 decembrie 2007 aici

- în "Ziarul Lumina"

1. Pro memoria Părintelui Ioanichie Bălan (panegiric), în "Ziarul Lumina", 26 noiembrie 2007 aici[nefuncțională]
2. Părintele Ciprian de la Bistrița - restaurator al unui leagăn de civilizație medievală (panegiric), în "Ziarul Lumina", 4 ianuarie 2008 aici[nefuncțională]

## Conferințe, disertații, alocuțiuni, predici

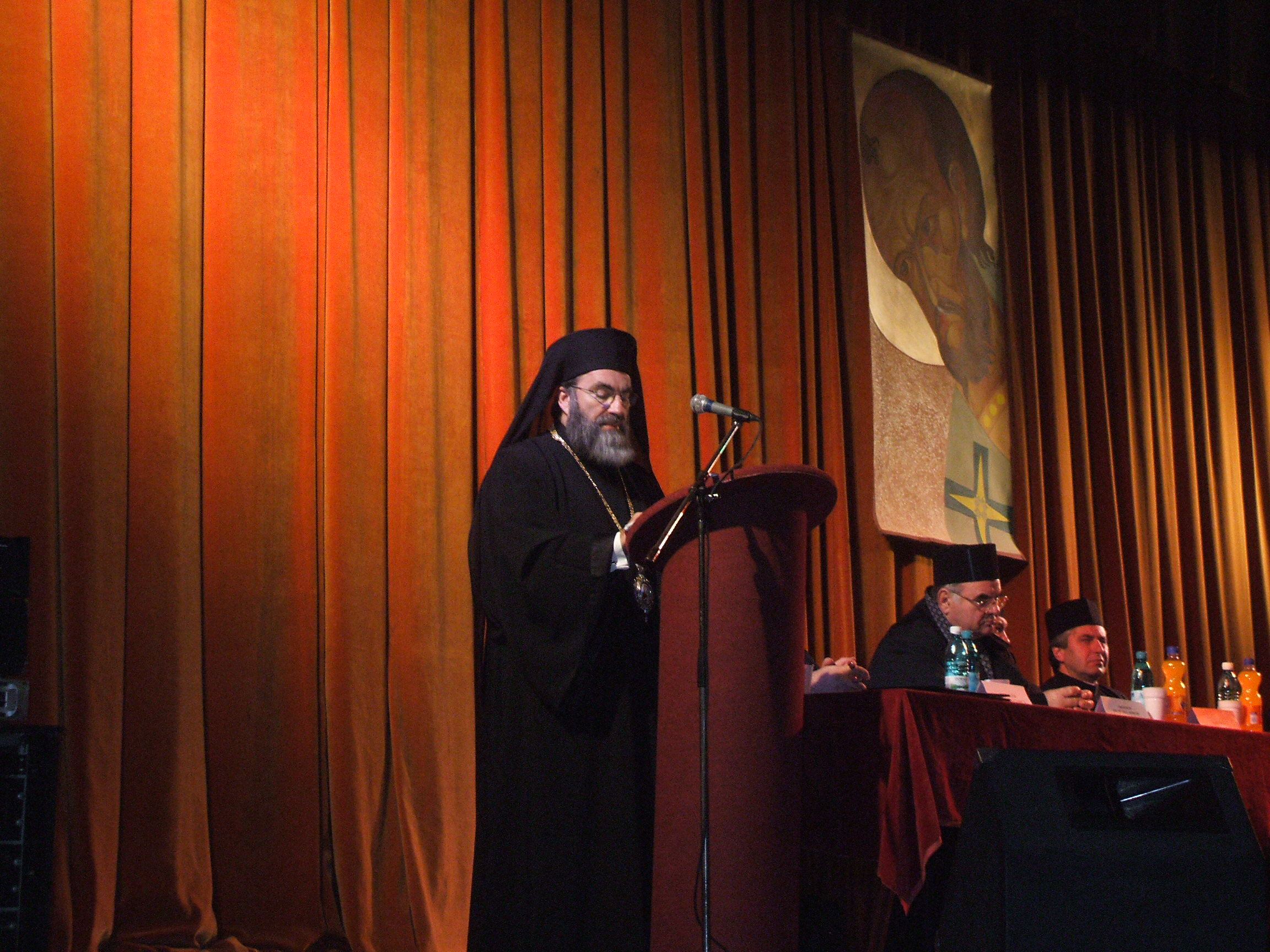
P.S. Ioachim Băcăuanul - Conferinţa la Casa de cultură din Bacău, Sfântul Ioan Gură de Aur - 1600, 19 noiembrie 2007

- Referatul Piste de reintegrare în Sud-Estul Europei, susținut în ședința plenară a Seminarului internațional interreligios din Salonic (Tesalonic), Grecia, ce a avut ca temă: Reconciliere și pace în Sud-Estul Europei - Contribuția Comunităților religioase pentru o societate multietnică și democratică,29-31 mai 2000 [18].
- Disertația "Ecumenismul - întoarcerea către moștenirea comună" - la Institutul Teologic Romano-Catolic Franciscan din Roman, 20 ianuarie 2003
- Conferința "Ortodoxia în România ieri și azi" - Simpozion ecumenic internațional la Centrul Cultural-Misionar de la Mănăstirea Durău, 23 august 2004
- Referatul Spiritualitatea Bisericii Ortodoxe în Europa, susținut la Conferința Internaționala de Spiritualitate, cu tema Spiritualitatea Ecumenică - izvor al unității pentru o noua Europă creștină, Roma (Italia), 1 mai 2004 [19]
- Comuniune, comunitate și comunicare, cuvânt rostit în Catedrala "Pogorârea Duhului Sfânt" din Onești, jud.Bacău, în cadrul Liturghiei anuale cu preoții Protoieriei Onești din 8 ianuarie 2007 și în 18 martie la Universitatea ,,Transilvania ,, din Brașov aici[nefuncțională]
- Conferința ,,Ecumenismul și preocupările europene,, la Biserica Păcii din Brescia,Italia,20 ianuarie 2007
- Conferința ,,România ortodoxă în context contemporan,,în fața studenților de la Institutul Saint Serge din Paris,8 iunie 2007
- Colocviu ,,Sfântul Ierarh Varlaam,Mitropolitul Moldovei,slujitor al creației și culturii creștine,,la Centrul Social Cultural Neamț,28 august 2007
- Conferința "Sfântul Ioan Gură de Aur - 1600", Casa de cultură din Bacău, 19 noiembrie 2007
- Niciodată nu-i noapte unde este iubire, cuvânt rostit în Catedrala "Pogorârea Duhului Sfânt" din Onești (jud. Bacău), în cadrul Liturghiei anuale cu preoții Protoieriei Onești(Sinaxa), din 14 ianuarie 2008
- Predică la Prohodul Maicii Domnului, 14 august 2008, Mănăstirea Varatec aici

## Galerie de imagini

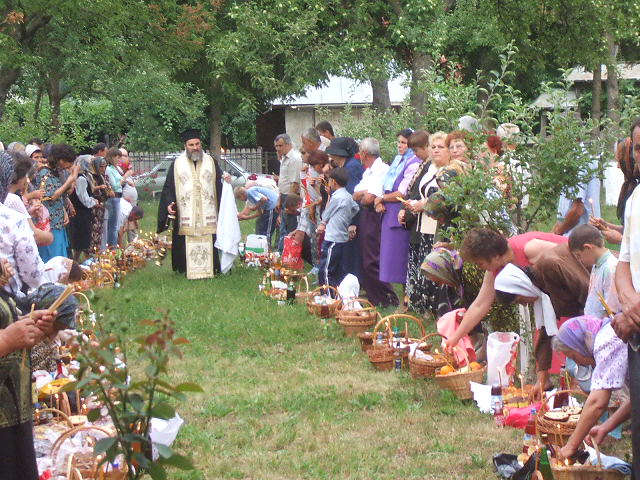
La Bărcu, com.Români, jud.Neamţ, 30.06.2007
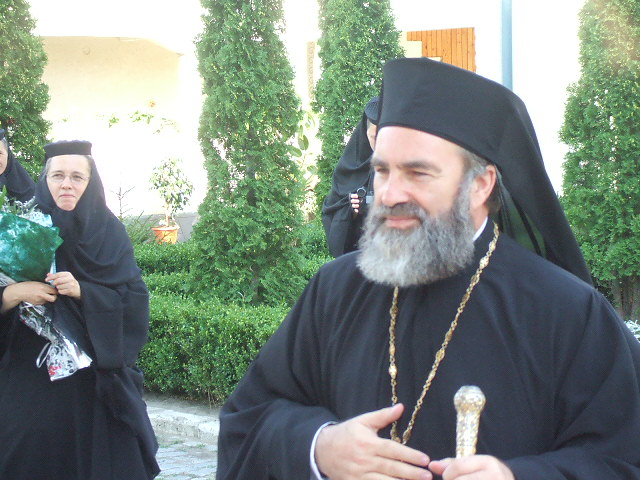
La Mănăstirea Ciolpani, jud.Bacău, 18.07.2007
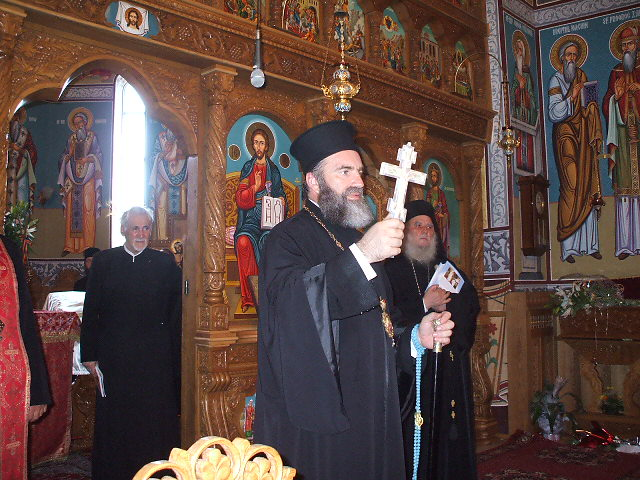
La Mănăstirea Ciolpani, jud. Bacău, 18.07.2007
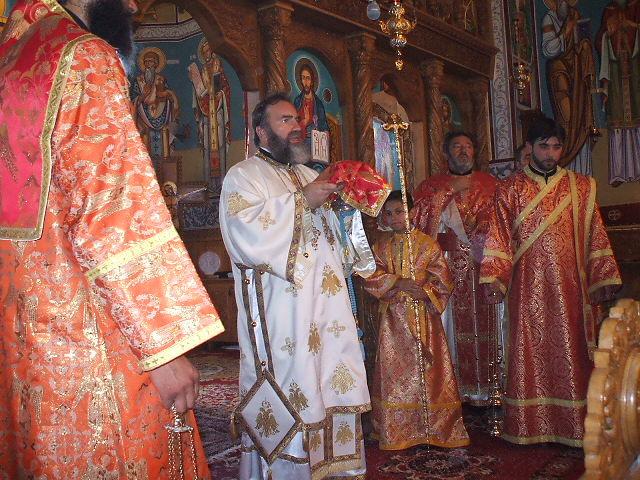
La Mănăstirea Ciolpani, jud. Bacău, 18.07.2007
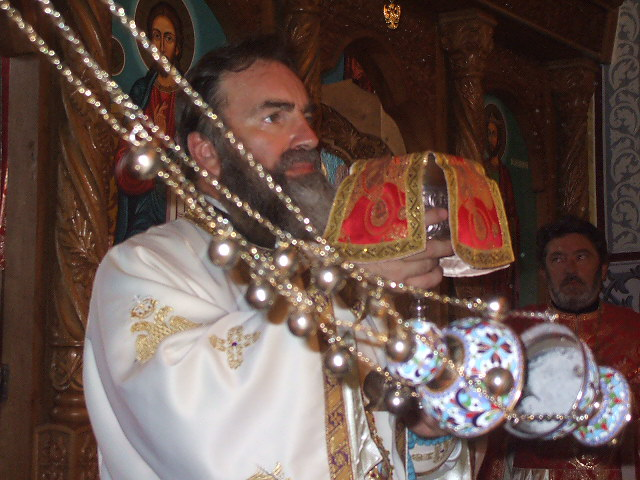
La Mănăstirea Ciolpani, jud. Bacău, 18.07.2007
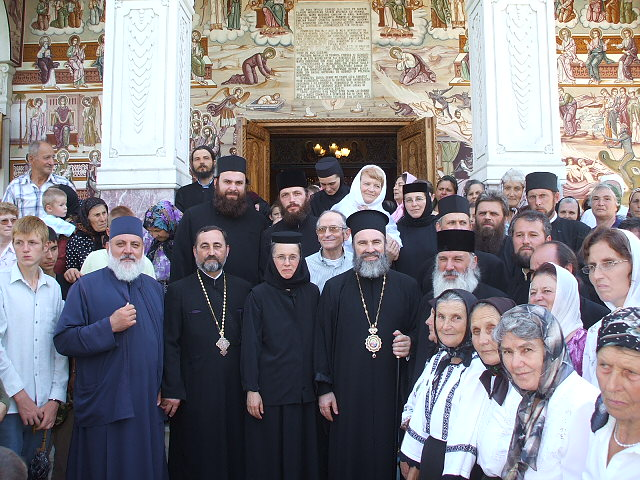
La Mănăstirea Ciolpani, jud. Bacău, 18.07.2007
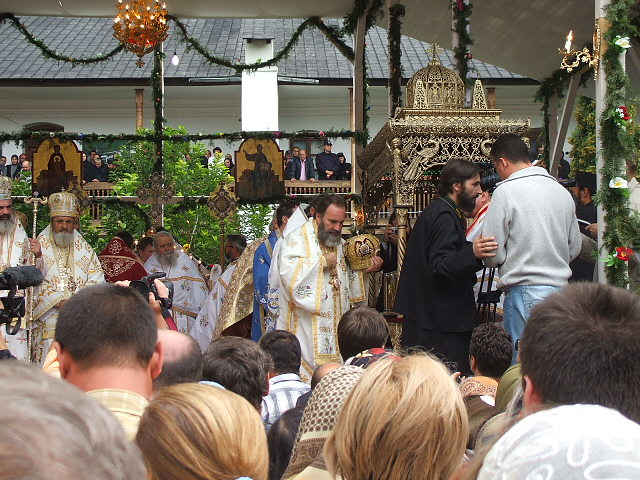
PS Ioachim la Mănăstirea Secu, Canonizarea Sf. Varlaam, 29.08.2007
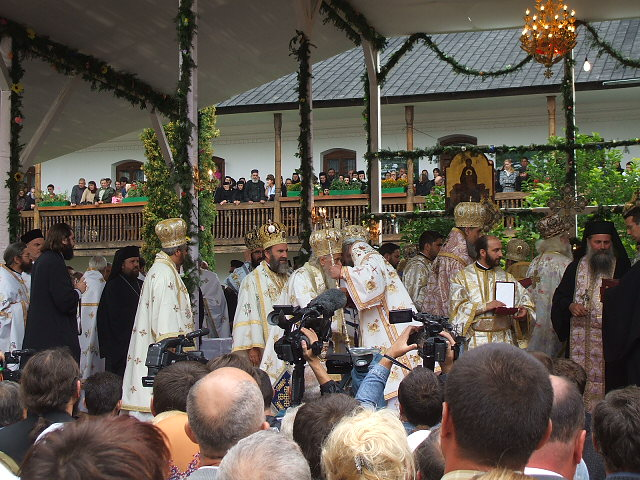
PS Ioachim la Mănăstirea Secu, Canonizarea Sf. Varlaam, 29.08.2007
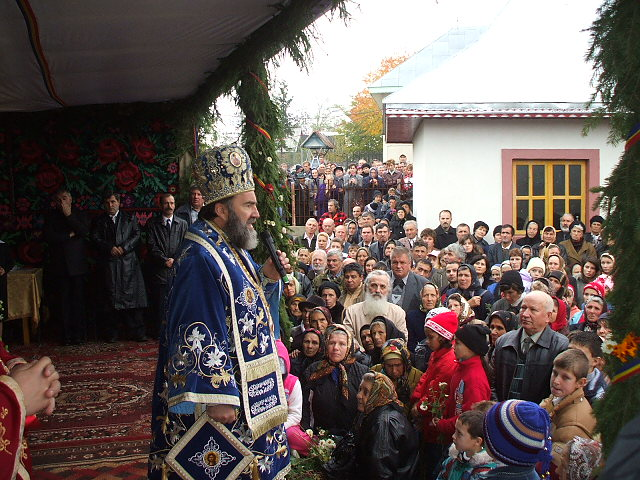
La Siliştea, com.Români, jud.Neamţ, 28.10.2007
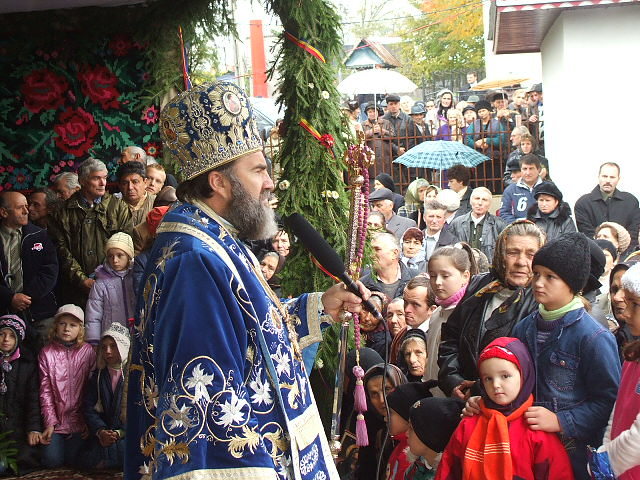
La Siliştea, com.Români, jud.Neamţ, 28.10.2007
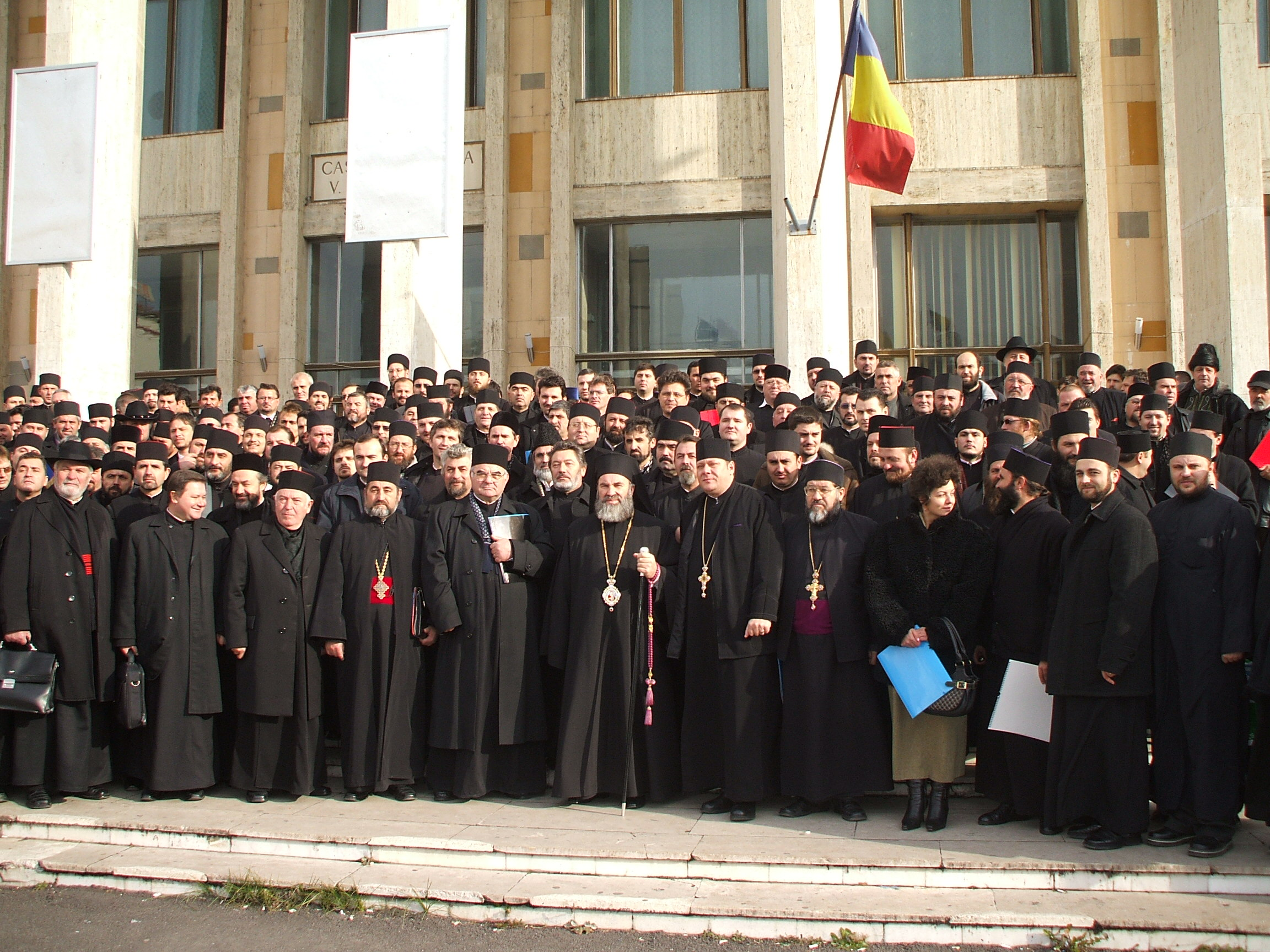
La Conferinţa "Sf. Ioan Gură de Aur - 1600", Bacău, 19.11.2007
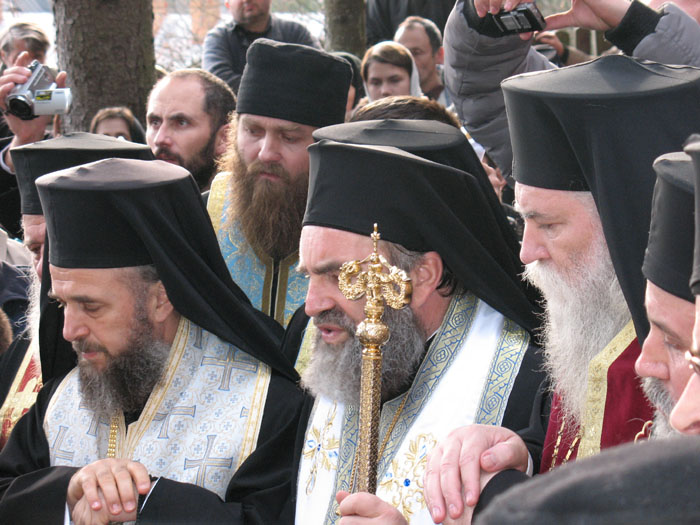
La înmormântarea Arhim. Ioanichie Bălan, Mănăstirea Sihăstria, 24.11.2007